# هیساشی جوگو
هیساشی جوگو (انگلیسی: Hisashi Jogo؛ زادهٔ ۱۶ آوریل ۱۹۸۶) بازیکن فوتبال اهل ژاپن است.
از باشگاه‌هایی که در آن بازی کرده‌است می‌توان به باشگاه فوتبال آویسپا فوکوئوکا اشاره کرد.